# جوناثان مورلي
جوناثان مورلي (بالإنجليزية: Jonathan Morley)‏ (29 يناير 1884 في المملكة المتحدة - 1957) هو لاعب كرة قدم بريطاني (وحمل سابقاً جنسية المملكة المتحدة لبريطانيا العظمى وأيرلندا) في مركز الوسط. لعب مع بريستون نورث إيند ونادي بيرنلي ونادي سندرلاند ونادي ووركينغتون.